# Дзялошин
Дзялошин (пол. Działoszyn)  —  город  в Польше, входит в Лодзинское воеводство,  Паенченский повят.  Имеет статус городско-сельской гмины. Занимает площадь 4,94 км². Население — 6357 человек (на 2004 год).